# هارلي بيتن
هارلي بيتن (بالإنجليزية: Harley Peyton)‏ هو كاتب سيناريو أمريكي، (و. القرن 20  م).

## وصلات خارجية
- هارلي بيتن على موقع IMDb (الإنجليزية)
- هارلي بيتن على موقع ألو سيني (الفرنسية)
- هارلي بيتن على موقع أول موفي (الإنجليزية)
- هارلي بيتن على موقع قاعدة بيانات الأفلام السويدية (السويدية)
- هارلي بيتن على موقع قاعدة بيانات الفيلم (الإنجليزية)
- هارلي بيتن على موقع كينوبويسك (الروسية)